# Harold Brownlow Martin

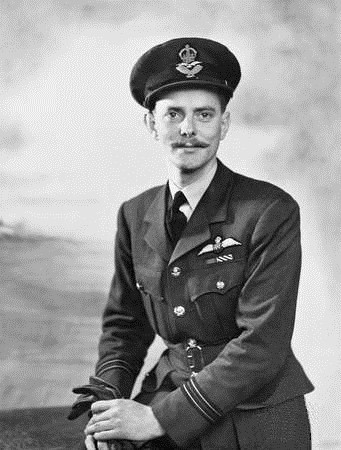
Martin als Kapitän (Flight Lieutenant), 1943

Sir Harold Brownlow „Mickie“ Martin KCB DSO DFC AFC (* 27. Februar 1918 in Australien; † 3. November 1988) war ein britischer Luftwaffenoffizier der Royal Air Force, der zuletzt im Range eines Generalleutnants (Air Marshal) zwischen 1973 und 1974 als Air Member for Personnel im Luftwaffenstab und damit auch Mitglied des Luftwaffenausschusses (Air Force Board) des Verteidigungsministeriums war. Während des Zweiten Weltkrieges war er als Pilot der No. 617 Squadron, den sogenannten Dam Busters, in der Operation Chastise maßgeblich an der Zerstörung der Möhnetalsperre beteiligt und erhielt hierfür den Distinguished Service Order.

## Leben

### Zweiter Weltkrieg

#### Flugausbildung zu Kriegsbeginn, Einsatz als Bomberpilot
Martin kam 1939 nach Großbritannien, um dort ein Studium der Medizin zu beginnen. Allerdings gab er diese Absicht nach Beginn des Zweiten Weltkrieges auf und trat am 28. August 1940 freiwillig in die RAF ein. Im Anschluss begann er seine fliegerische Ausbildung und wurde nach deren Abschluss am 17. Juni 1941 zum Leutnant (Pilot Officer) befördert sowie Pilot der mit Bombern vom Typ Handley Page Hampden ausgestatteten No. 455 Squadron RAF. Dort entwickelte er sich schnell zum Tiefflugspezialisten, der seine Bombenabwurfeinsätze in einer Höhe von 1300 Metern flog, um die Ziele besser erfassen zu können. Ein weiterer Vorteil dabei war, dass sich die Flugabwehrmaßnahmen meist auf höher fliegende Flugzeuge konzentrierten.
Nachdem die No. 455 Squadron RAF dem Küstenfliegerkommando (RAF Coastal Command) unterstellt wurde, wechselte Martin im April 1942 zu der auf dem Militärflugplatz RAF Swinderby stationierten No. 50 Squadron RAF. Dort flog er zunächst weiterhin Handley Page Hampden-Bomber, wechselte aber bald auf Bomber der Typen Avro Manchester sowie Avro Lancaster. Er flog zahlreiche Einsätze und wurde am 17. Dezember 1941 zum Oberleutnant (Flying Officer) befördert. Im Oktober 1942 wurde er selbst Ausbilder bei der No. 1654 Heavy Conversion Unit RAF und am 6. November 1942 mit dem Distinguished Flying Cross (DFC) geehrt.

#### Einsatz bei denDam Busters

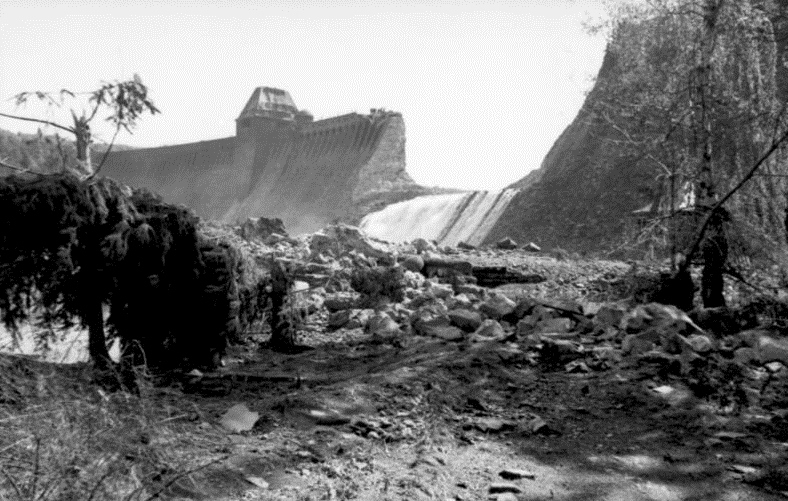
Die zerstörte Möhnetalsperre

Während dieser Zeit trat Martin auf Bitte von Wing Commander Guy Gibson am 31. März 1943 der von diesem neu aufgebauten Staffel bei. Seine Hauptaufgabe in dieser No. 617 Squadron RAF lag in der Überwachung der Ausbildung der anderen Crewmitglieder, besonders bei Nachttiefflügen. Er flog einen der neun Avro Lancaster-Bomber der von Gibson geführten sogenannten No. 617 Squadron bei der ersten Angriffswelle auf die Möhnetalsperre während der Operation Chastise vom 16. auf den 17. Mai 1943. Nachdem er seine eigenen Rollbomben aufgeworfen hatte, half er Gibson, den Flakbeschuss von den anderen Flugzeuge wegzuführen, damit auch diese ihre Bomben abwerfen konnten. Hierfür wurde ihm am 25. Mai 1943 der Distinguished Service Order (DSO) verliehen. Mit dieser Methode hatte die No. 617 Squadron RAF auch Erfolg bei der Bombardierung der Edertalsperre, während die Angriffsflüge auf die Listertal-, Sorpesee- und Ennepetalsperre erfolglos blieben.
Nach den Angriffen auf die Talsperren blieb er in Gibsons Staffel und befasste sich zusammen mit Leonard Cheshire mit der Zielmarkierung bei Nachttiefflugeinsätzen. Daneben nahm er an weiteren Sondereinsätzen teil. In der Nacht vom 15. auf den 16. September 1943 nahm er beispielsweise an einem Angriffsflug auf den Dortmund-Ems-Kanal teil, bei dem neue Luftminen mit einer Gewichtsklasse von 12.000 Pfund (12,000lb High Capacity Bomb) zum Einsatz kamen. Während dieser Operation kam der neue Staffelkapitän George Holden ums Leben, als dessen Flugzeug von der Flugabwehr getroffen wurde. Martin übernahm daraufhin die Führung des Angriffsverbandes, wenngleich nur seine und die Bomben eines weiteren Flugzeuges das Ziel trafen. Im Anschluss fungierte er zwischen September und November 1943 als kommissarischer Kommandeur der No. 617 Squadron RAF, ehe durch Leonard Cheshire abgelöst wurde. Zusammen setzten sie ihre Tests von Tiefflugmarkierungen fort und verwendeten anfangs Avro Lancaster-Bomber und dann Jagdbomber des Typs de Havilland DH.98 Mosquito. Für diese Versuchsflüge wurde ihm am 12. November 1943 die erste Spange (Bar) zum DFC verliehen.

#### Weitere Verwendungen im Zweiten Weltkrieg
Im Anschluss wechselte Martin als Offizier in das Hauptquartier der No. 5 Bomber Group RAF und danach am 21. März 1944 in den Stab der ebenfalls zum Bomberkommando (RAF Bomber Command) gehörenden No. 100 Group RAF. Während dieser Zeit wurde ihm am 31. März 1944 auch eine Spange zum DSO verliehen. Da er sich in erster Linie nicht als Stabsoffizier, sondern als Pilot sah, wurde er am 6. Juni 1944 Fliegerischer Kommandeur des A-Schwarms der No. 515 Squadron RAF. In dieser Funktion nahm er mit seiner aus de Havilland Mosquito-Jagdbombern bestehenden Einheit an zahlreichen Nachtflugeinsätzen zur Unterstützung des Bomberkommandos teil. Aufgrund seiner zahlreichen weiteren militärischen Verdienste wurde ihm am 12. November 1944 eine weitere Spange zum DFC verliehen. Zugleich wurde er jedoch vom aktiven Flugeinsatzdienst freigestellt, nachdem er an 83 Einsätzen teilgenommen hatte, von denen 49 Bombereinsätze waren.
Im Anschluss nahm er ab dem 18. November 1945 am 13. Stabslehrgang am RAF Staff College (Overseas) in Haifa teil und wurde nach dessen Beendigung am 25. März 1945 abermals Offizier im Stab der No. 100 Group RAF.

### Nachkriegszeit und Aufstellung von Flugrekorden

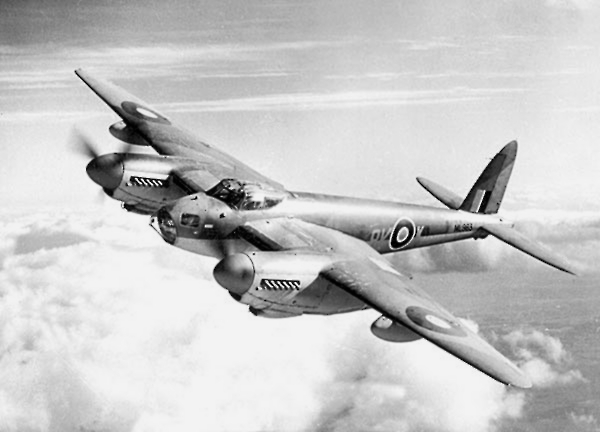
Mit einem de Havilland DH.98 Mosquito-Jagdbomber stellte „Mickie“ Martin am 1. Mai 1947 einen neuen Geschwindigkeitsrekord von 449 km/h während eines Fluges von London nach Kapstadt auf

Nach Kriegsende wurde er 1946 Pilot bei der No. 242 Squadron RAF und am 11. Februar 1947 als Berufssoldat (Permanent Commission) in die RAF übernommen. Zugleich wurde er am 11. Februar 1947 zum Hauptmann (Flight Lieutenant) befördert, wobei diese Beförderung auf den 1. September 1945 zurückdatiert wurde. Während dieser Zeit stellte er zusammen mit seinem Navigator Edward Sismore mit einem de Havilland Mosquito-Jagdbomber am 1. Mai 1947 einen neuen Geschwindigkeitsrekord auf, als er eine Strecke von 6.717 Meilen (10.800 Kilometern) in 21 Stunden 31 Minuten zurücklegte und eine Durchschnittsgeschwindigkeit von 449 km/h flog. Hierfür wurde er mit der Oswald-Watt-Goldmedaille sowie der Britannia Trophy ausgezeichnet.
Einige Monate später wurde Brown am 1. August 1947 zum Major (Squadron Leader) befördert. Am 14. Juli 1948 flog er das meteorologische de Havilland Mosquito-Begleitflugzeug bei der ersten Atlantiküberquerung mit einem Strahlflugzeug. Dabei flogen sechs Strahlflugzeuge vom Typ de Havilland DH.100 Vampire unter dem Kommando von Wing Commander D. S. Wilson-MacDonald von Stornoway auf den Äußeren Hebriden über Island und Labrador nach Montreal. Am 1. Januar 1949 wurde ihm das Air Force Cross (AFC) verliehen.
Am 10. Juli 1951 wurde er Kommandeur eines aus strahlgetriebenen Bombern vom North American B-45 bestehenden Schwarm für Sonderaufgaben, musste dieses Kommando aber nach medizinischen Tests an einen anderen Offizier abgeben.

### Stabsoffizier und Aide-de-camp der Queen
Daraufhin wurde er am 20. Juni 1952 Luftwaffenattaché an der Botschaft in Israel und wurde in dieser Verwendung am 1. Juli 1959 zum Oberstleutnant (Wing Commander) befördert. Im Anschluss wurde er am 27. Oktober 1955 Offizier in der Abteilung für operative Planungen im Hauptquartier der Alliierten Luftstreitkräfte in Mitteleuropa AAFCE (Allied Air Forces Central Europe) auf dem Camp Guynemer bei Fontainebleau.
Nach dem Besuch des Joint Services Staff College 1958 wurde Martin am 23. März 1959 Leiter der Gruppe für elektronische Kampfführung im Hauptquartier des neugeschaffenen Fernmeldekommando (RAF Signals Command). In dieser Verwendung wurde er am 1. Juli 1959 zum Oberst (Group Captain) befördert und fungierte er zeitweilig als Kommandeur (Commanding Officer) des Luftwaffenstützpunktes RAF Nicosia. Danach wurde er am 15. Oktober 1962 als Senior Air Staff Officer (SASO) Stabschef der zum Luftwaffentransportkommando (RAF Transport Command) gehörenden No. 38 Group RAF auf dem Militärflugplatz RAF Wittering. Dort wurde er am 1. Januar 1963 zum Air Commodore befördert. Am 14. Januar 1964 wurde er zugleich Aide-de-camp von Königin Elisabeth II. und bekleidete diese Funktion als Adjutant der Queen bis Januar 1964.

### Aufstieg zum Air Marshal
Im Januar 1965 begann Martin eine weitere Ausbildung am Imperial Defence College in London und übernahm nach deren Abschluss am 18. Dezember 1965 die Funktion als Stabschef (SASO) der Luftstreitkräfte im Nahen Osten NEAF (RAF Near East Air Force) sowie der Streitkräfte auf Zypern (British Forces Cyprus). Am 1. Januar 1966 erfolgte auf diesem Posten seine Beförderung zum Generalmajor (Air Vice Marshal).
Als Nachfolger von Air Vice Marshal Peter Fletcher wurde Martin am 1. August 1967 Kommandeur (Air Officer Commanding) der No. 38 Group RAF, die Teil des ebenfalls am 1. August 1967 geschaffenen Luftunterstützungskommandos (RAF Air Support Command) wurde. Am 8. Juni 1968 wurde er Companion des Order of the Bath (CB). Auf dem Posten als Kommandeur der No. 38 Group RAF folgte ihm am 24. Juni 1970 Air Vice Marshal Denis Crowley-Milling.
Martin wurde am 1. Juli 1970 zum Generalleutnant (Air Marshal) befördert und übernahm am 10. November 1970 von Air Marshal Christopher Foxley-Norris die Funktionen als Oberkommandierender (Commander in Chief) der britischen Luftstreitkräfte in Deutschland (RAF Germany) sowie in Personalunion als Kommandeur der 2. Taktischen Luftflotte 2TAF (RAF Second Tactical Air Force). Am 1. Januar 1971 wurde er zum Knight Commander des Order of the Bath (KCB) geschlagen und führte fortan den Namenszusatz „Sir“. Die Posten als Kommandeur der RAF Germany sowie der 2TAF hatte er bis zu seiner Ablösung durch Air Marshal Nigel Maynard am 3. April 1973 inne.
Er selbst wurde am 25. April 1973 Nachfolger von Air Chief Marshal Lewis Hodges als Air Member for Personnel und war damit bis zu seiner Ablösung durch Air Marshal Neil Cameron am 5. Oktober 1974 im Luftwaffenstab für Personalangelegenheiten zuständig. Kraft Amt war er als solcher auch Mitglied im Luftwaffenausschuss (Air Force Board) des Verteidigungsministeriums. Knapp drei Wochen nach seiner Ablösung durch Air Marshal Cameron schied er am 31. Oktober 1974 aus dem aktiven militärischen Dienst aus.
Nach seinem Eintritt in den Ruhestand wurde Martin Berater des Flugzeugherstellers Hawker Siddeley International Ltd, insbesondere im Mittleren Osten. Nach seinem Tode wurde er auf dem Gunnersbury Cemetery in Acton im London Borough of Ealing beigesetzt.